# کعبه زرتشت
کعبهٔ زرتشت یک بنای سنگی چهارگوش و پله‌داری در محوطهٔ نقش رستم در کنار روستای زنگی‌آباد شهرستان مرودشت استان فارس در ایران است. محوطهٔ نقش رستم علاوه بر بنای مذکور، یادمان‌هایی از ایلامیان، هخامنشیان و ساسانیان را نیز در خود جای داده است.
فاصلهٔ کعبهٔ زرتشت تا کوه، ۴۶ متر است و دقیقاً روبه‌روی آرامگاه داریوش دوم قرار دارد و شکلش مکعب مستطیل است و تنها یک در ورودی دارد. جنس مصالح این بنا از سنگ آهک سفید است و بلندی آن حدود ۱۲ متر، که با احتساب پله‌های سه‌گانه به ۱۴٫۱۲ متر می‌رسد و ضلع هر قاعدهٔ آن، حدود ۷٫۳۰ متر درازا دارد. در ورودی آن به وسیلهٔ پلکانی سی پله‌ای از جنس سنگ به درون اتاقک آن راه می‌یابد. قطعه سنگ‌ها به صورت مستطیلی شکل است و بدون استفاده از ملات، روی هم گذاشته شده‌اند که اندازهٔ سنگ‌ها از ۰٫۴۸×۲٫۱۰×۲٫۹۰ متر تا ۰٫۵۶×۱٫۰۸×۱٫۱۰ متر متفاوت است و با بست‌های دُم‌چلچله‌ای به هم وصل شده‌اند. این بنا در دورهٔ هخامنشی ساخته شده و از نام بنا در آن دوران اطلاعی در دست نیست، اما در دورهٔ ساسانی آن را بُن خانک می‌نامیدند؛ نام محلی این بنا نیز، کُرنای‌خانه یا نقاره‌خانه بوده و اصطلاح کعبهٔ زرتشت در دوران اخیر و از حدود قرن چهاردهم میلادی به این بنا اطلاق شده است.
دربارهٔ کاربرد این اتاقک، دیدگاه‌ها و تفسیرهای متفاوتی ارائه شده است و نمی‌توان هیچ‌کدام از آن‌ها را به قطعیت پذیرفت؛ چنان‌که برخی این برج را آتشگاه و آتشکده می‌دانند و معتقدند که این بنا، مکان روشن کردن آتش مقدس و محلی برای عبادت بوده است اما عده‌ای دیگر با ردّ آتشگاه بودن آن، این بنا را به دلیل شباهتش به آرامگاه کورش بزرگ و زندان سلیمان (پاسارگاد)و برخی از آرامگاه‌های لیکیه و کاریا، آرامگاه یکی از شاهان یا بزرگان هخامنشی می‌دانند و برخی دیگر از ایران‌شناسان این اتاقک سنگی را بنایی برای نگهداری اسناد و کتاب‌های مقدس دانسته‌اند اگرچه اتاقک کوچک کعبهٔ زرتشت برای نگاهداری کتابهای دینی و اسناد شاهی بسیار کوچک به نظر می‌رسد. البته نظریات دیگری همچون معبدی برای ایزد آناهیتا یا تقویم آفتابی هم ذکر شده است که کمتر مورد توجه هستند.
بر بدنهٔ شمالی، جنوبی و خاوری این برج، سه کتیبه به سه زبان پهلوی ساسانی، پهلوی اشکانی و یونانی در دورهٔ ساسانیان نوشته شده است که یکی به شاپور اول ساسانی و دیگری به موبد کرتیر تعلق دارند و چنان‌که والتر هنینگ گفته است، «این کتیبه‌ها مهم‌ترین سند تاریخی از دورهٔ ساسانی می‌باشند.» ساختمان کعبهٔ زرتشت از نظر تناسب اندازه‌ها، خطوط و زیبایی خارجی، بنای زیبایی است که از نظر اصول معماری نمی‌تواند مورد ایراد قرار گیرد.
این بنا امروزه بخشی از محوطهٔ نقش رستم است و در اختیار سازمان میراث فرهنگی، صنایع دستی و گردشگری ایران قرار دارد که از طریق جادهٔ شیراز به اصفهان قابل دسترسی است و دسترسی محلی آن از طریق جادهٔ قدیمی حاجی‌آباد-زنگی‌آباد و جادهٔ تخت جمشید-نقش رستم امکان‌پذیر است.

## نام

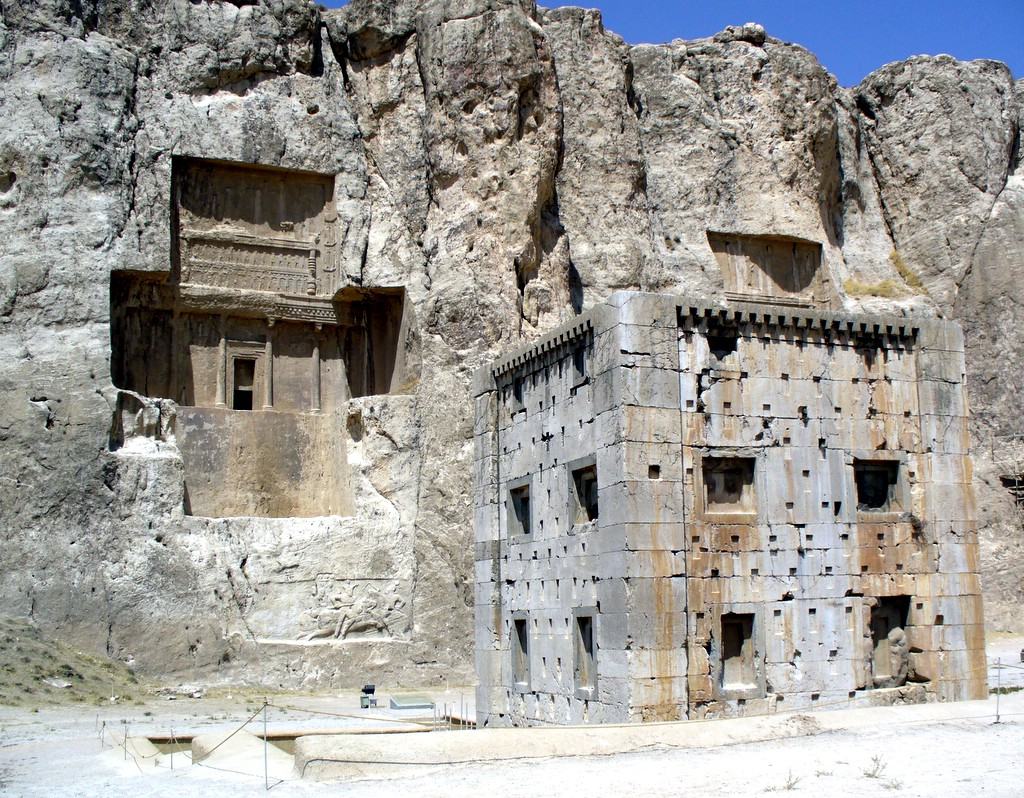
کعبهٔ زرتشت در برابر آرامگاه داریوش دوم

علیرضا شاپور شهبازی معتقد است که اصطلاح کعبهٔ زرتشت، جدید و غیرعلمی است و سابقهٔ آن به حدود قرن چهاردهم میلادی می‌رسد. نام محلی این بنا، کُرنای‌خانه یا نقاره‌خانه بود و اروپائیان به‌دلیل آنکه درون این بنا از دود سیاه شده بود، آن را مکان ویژهٔ پرستش آتش دانستند و چون زرتشتیان را به اشتباه «آتش‌پرست» می‌خواندند این مکان را هم به آنان نسبت داده و آتشگاه زرتشتیان نامیدند و از آنجا که شکل بنا مکعبی بود و سنگ‌های سیاهی که در زمینهٔ سفید دیوارهای آن نشانده شده‌اند یادآور حجرالاسود در کعبهٔ مسلمانان بود، این مکان به کعبهٔ زرتشت معروف شد.
دانشنامه ایرانیکا دربارهٔ نام این بنا چنین توضیح داده است: «کعبهٔ زرتشت نامش را احتمالاً در قرن چهاردهم میلادی کسب کرده است یعنی زمانی که محوطه‌های باستانی ویران‌شده در سرتاسر ایران به شخصیت‌هایی از قرآن یا شاهنامه ربط داده می‌شدند. این نام به این معنی نیست که آنجا مقبرهٔ زرتشت بوده است و هیچ گزارشی هم مبنی بر سفر حجاج برای زیارت به آنجا وجود ندارد.»
به واسطهٔ کشف سنگ‌نبشتهٔ کرتیر بر دیواره‌های آن، دانسته شده که نام این بنا در دورهٔ ساسانی بُن خانک به معنای خانهٔ بنیادی بوده است چنان‌که در متن سنگ‌نوشته آمده است: «این خانهٔ بنیادی به شما تعلق خواهد داشت، به بهترین وجهی که صلاح می‌دانید رفتار کنید، که موجب خشنودی خاطر خدایان و خاطر ما [مقصود شاپور یکم است] باشد.» از نام این بنا در دوره‌های پیشین‌تر آگاهی بیشتری در دست نیست.
ابن بلخی نام محوطهٔ نقش رستم و کوه آن را کوه نبشت (کوه نبشته‌ها) ذکر کرده و دلیل این نامگذاری را این دانسته که کتاب اوستا در آنجا نگاهداری می‌شده است. اصطلاح دژنبشت یا دژ کتیبه‌ها ممکن است برای بنای کعبهٔ زرتشت مورد استعمال واقع شده‌باشد.

## مشخصات بنا

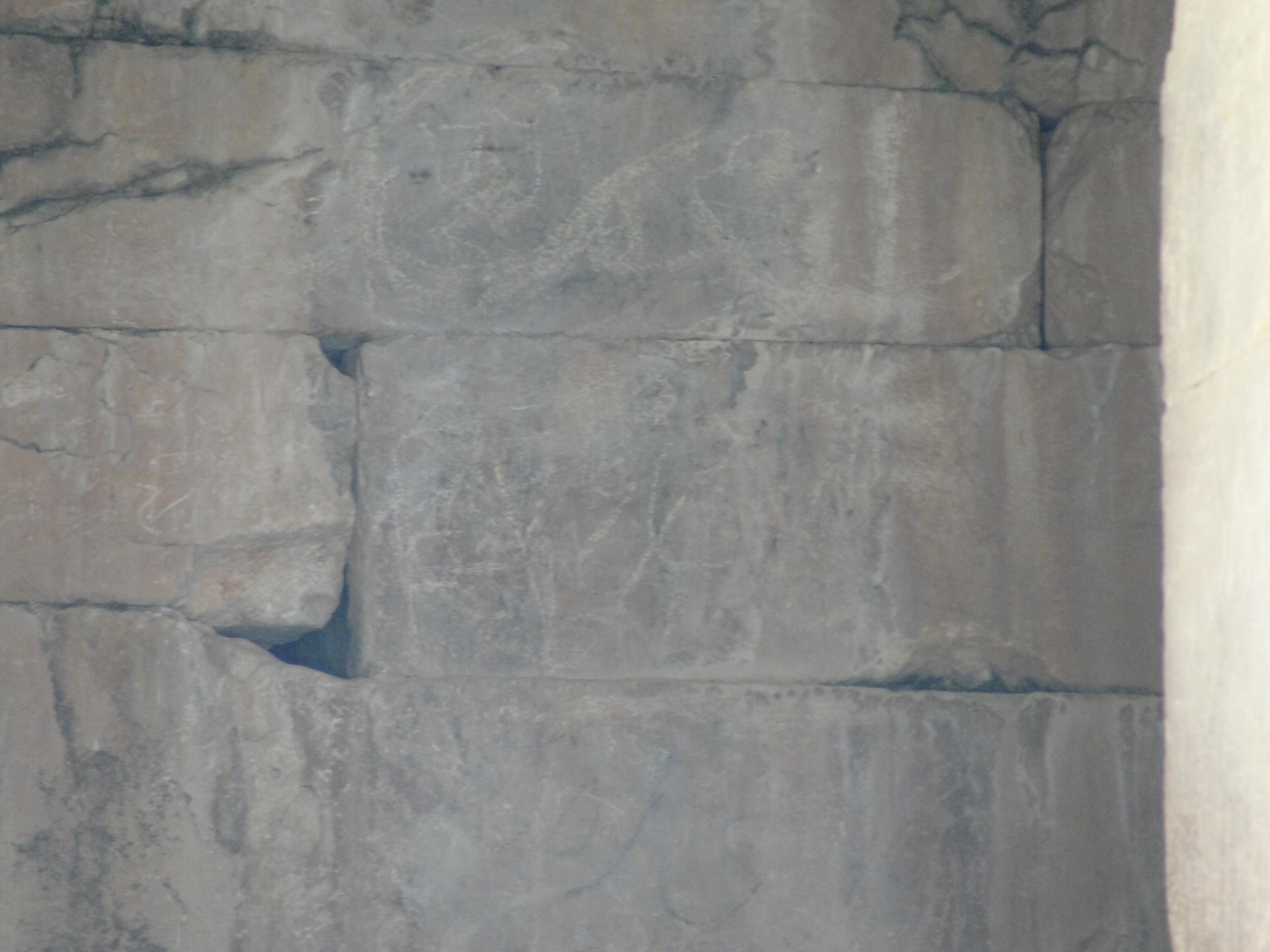
نمایی از درون بنا

بنای کعبهٔ زرتشت، مکعب مستطیلی است و تنها یک در ورودی دارد که به وسیلهٔ پلکانی از جنس سنگ به درون اتاقک آن راه می‌یابد و در هر طرف نمای این کعبه، چهار پنجرهٔ کور وجود دارد. جنس سنگ‌های بکار رفته در این بنا، سنگ آهک سفید مرمرنما است که در دیوارهای آن طاقچه‌های دندانه‌داری از سنگ سیاه قرار دارد. سنگ‌های این بنا را از کوه سیوند در جایی به‌نام نعل‌شکن آورده‌اند. قطعات سنگ‌ها را بزرگ و بیشتر مستطیلی تراشیده‌اند و بدون استفاده از ملات برهم نهاده شده‌اند و در برخی از جاها (همچون بام ساختمان) سنگ‌ها را با بست‌های دُم‌چلچله‌ای به هم متصل کرده‌اند. اندازهٔ سنگ‌ها از ۰٫۴۸×۲٫۱۰×۲٫۹۰ متر تا ۰٫۵۶×۱٫۰۸×۱٫۱۰ متر متفاوت است، اما در دیوار غربی، تخته‌سنگی وجود دارد که بزرگی‌اش ۴٫۴۰ متر است.

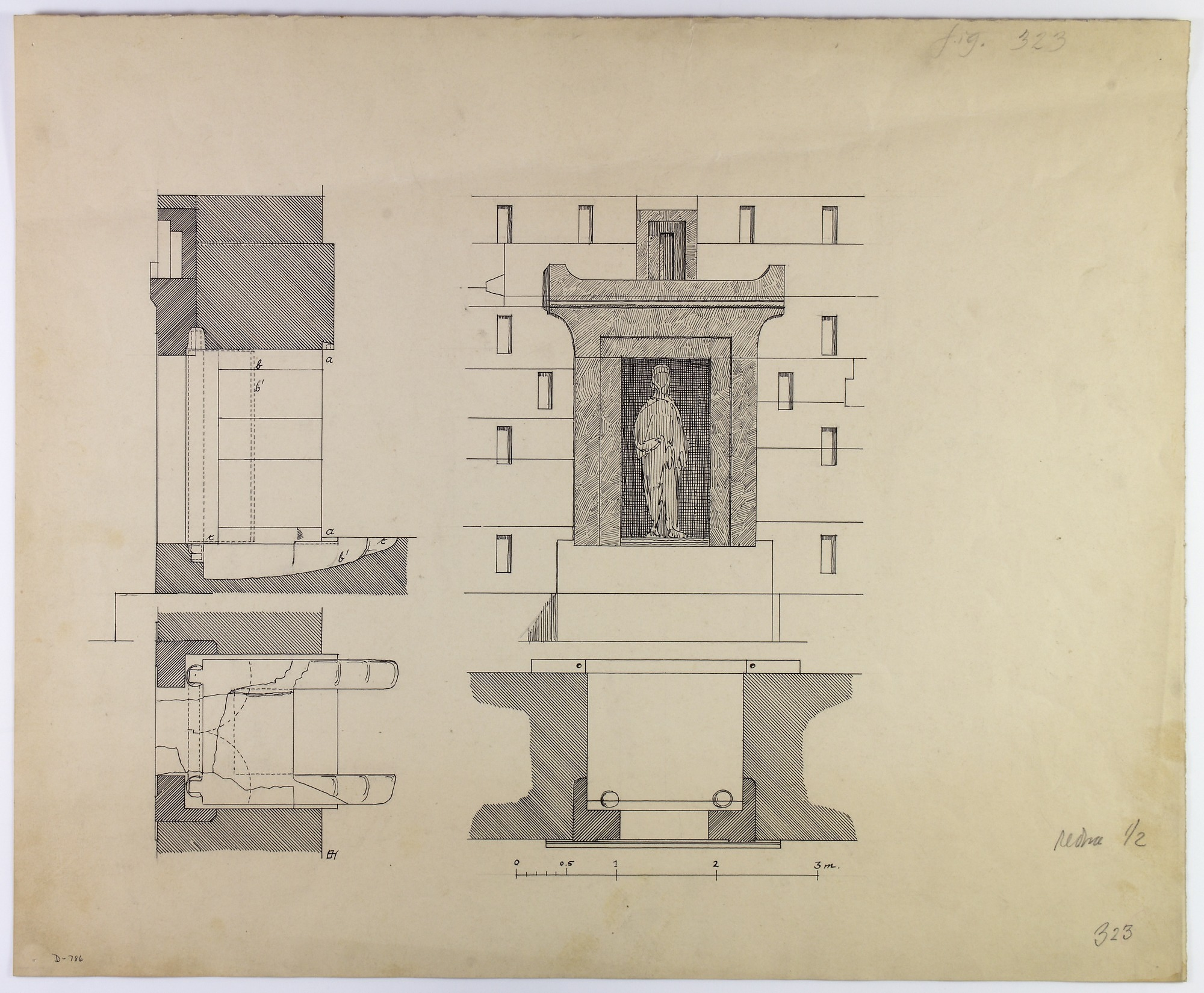
برش‌های عمودی و افقی بنا

چهار تکه سنگ مستطیلی بزرگ با محور شرقی-غربی سقف را می‌پوشانند، هرکدام از این سنگ‌ها ۷٫۳۰ متر طول دارند و با بست‌های دم چلچله‌ای بهم دوخته شده‌اند و طرز تراش آن‌ها شکل هرم کوتاهی را به بنا بخشیده است. در بَرهم نهادن سنگ‌های بنا از شیوهٔ همترازسازی استفاده کرده‌اند ولی در رده‌بندی سنگ‌ها نظم دقیقی رعایت نشده و در برخی جاها ۲۰ رده و در برخی از قسمت‌های دیگر ۲۲ رده سنگ بر روی هم نهاده تا به سقف رسیده‌اند.
هرجا که در سنگ اصلی خطا و عیبی بوده، آن قسمت را برداشته‌اند و با وصله‌های ظریفی پُر کرده‌اند که برخی از آن وصله‌ها هنوز وجود دارند.

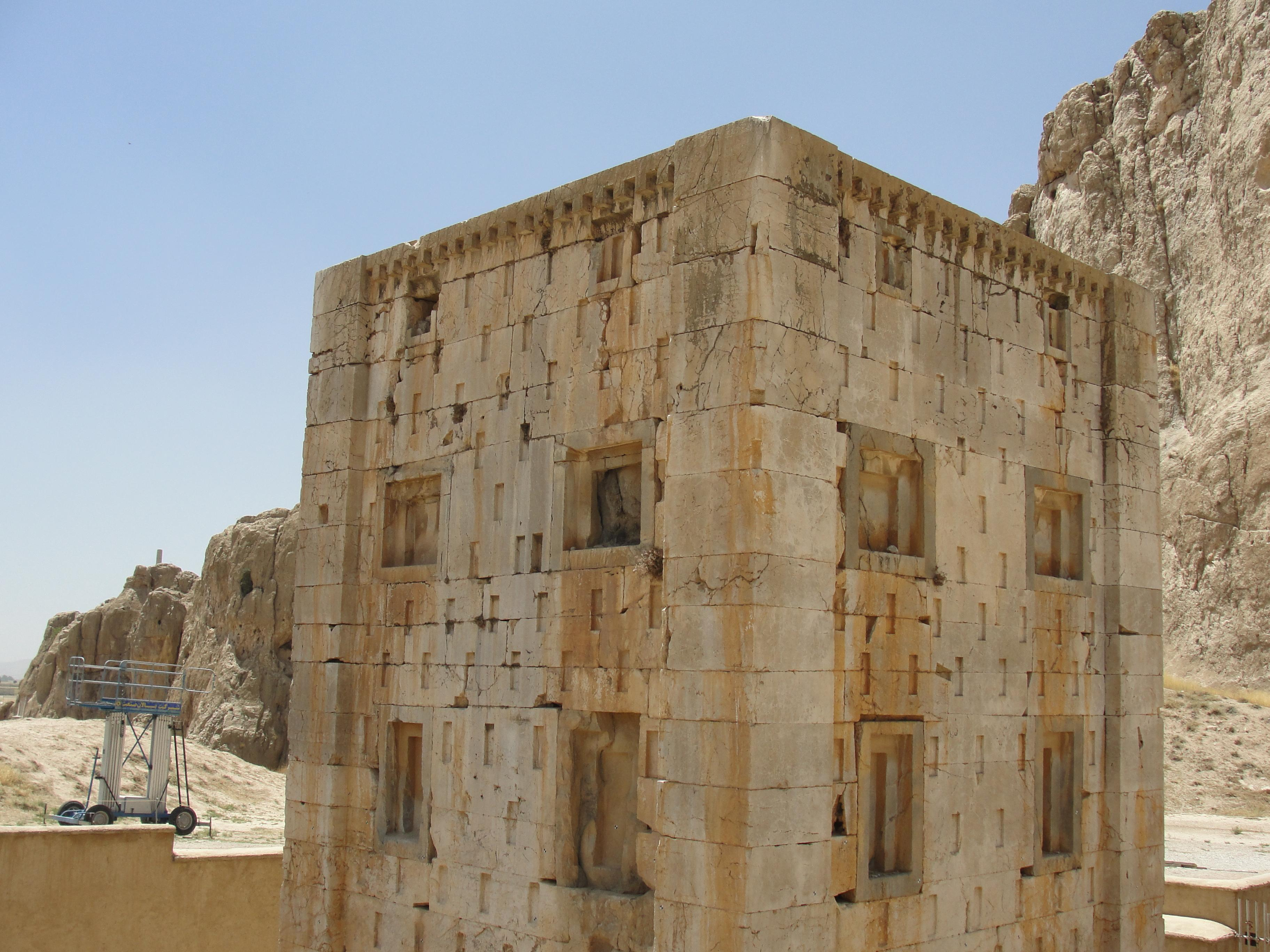
گودی‌های مستطیلی بیرون بنا

برای اینکه یکنواختی و یک‌رنگی بنا زیاد مشخص نشود، دو تنوع معماری در آن داده شده؛ یکی اینکه طاقچه‌های دو لبه‌ای از یک یا دو تخته‌سنگ سیاه خاکستری ساخته و در دیوارها نشانده‌اند و دوم اینکه در قسمت بالا و میانی دیوارها، گودی‌های مستطیلی کوچکی کنده‌اند که ظرافت خاصی به چهرهٔ بنا می‌دهند. سنگ‌های سیاه را احتمالاً از کوه مهر در تخت جمشید آورده باشند و در سه ردیف به ترتیب زیر در دیوارها قرار داده‌اند:
- در بالا زیر سقف، در جبههٔ شمالی یک طاقچهٔ کوچک مستطیلی، و دو طاقچهٔ مثل آن در هریک از جبهه‌های دیگر.
- در سه متری زیر سقف، دو طاقچهٔ بزرگ مربعی در سه جبهه و یک طاقچهٔ کوچک مستطیلی در جبههٔ شمالی.
- در شش متری زیر سقف، دو طاقچهٔ مستطیلی متوسط در سه جبهه و یک در بزرگ مستطیلی در جبههٔ شمال.

### پلکان

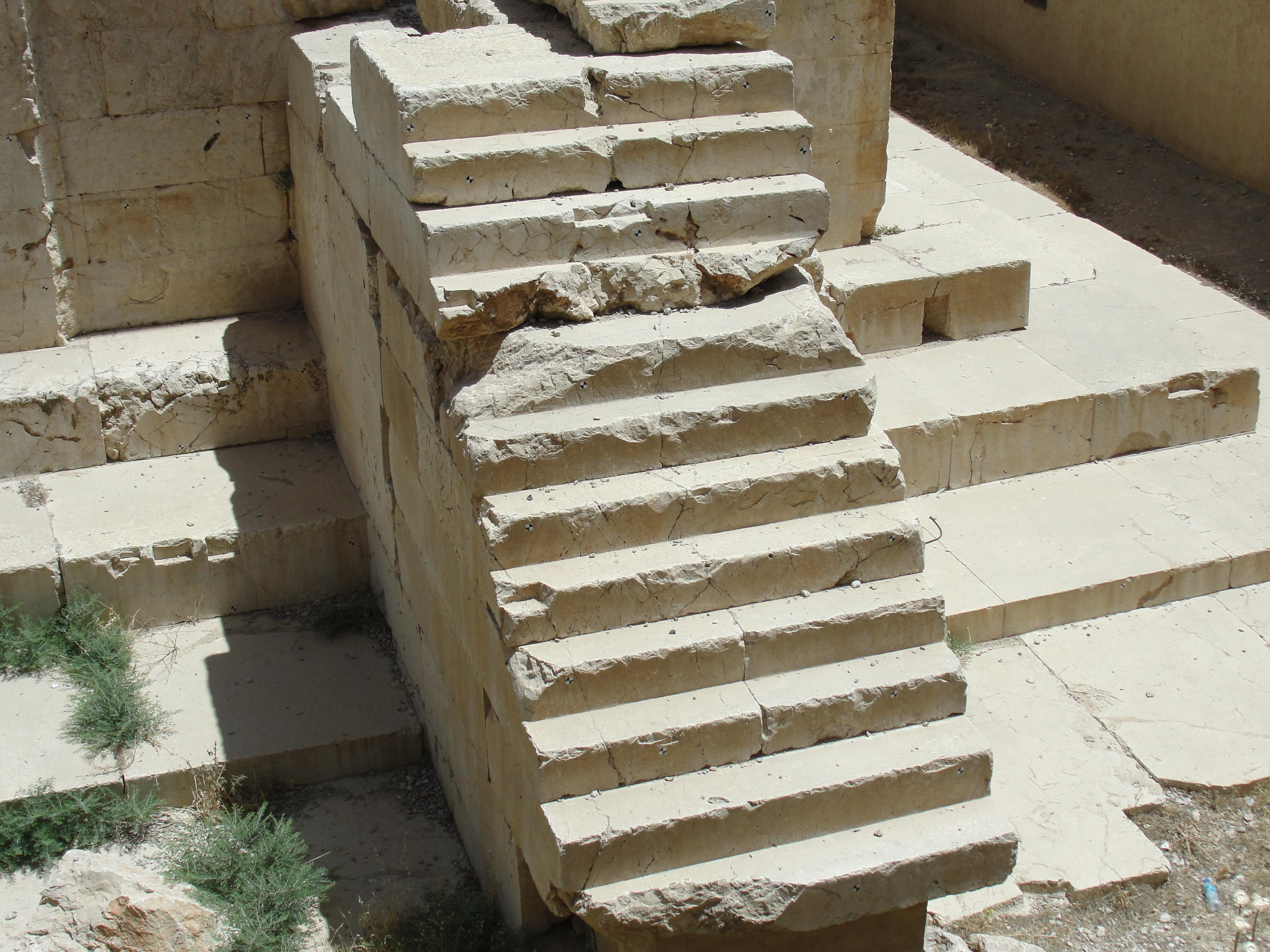
پلکان بنا

یک پلکان سی‌پله‌ای (هر پله به درازی ۲ تا ۲٫۱۲ متر؛ پهنای ۲۶ سانتی‌متر و ارتفاع ۲۶ سانتی‌متر) در سینهٔ دیوار شمالی تعبیه شده که به آستانهٔ درگاه ورودی می‌رسد. بدین ترتیب، به‌خوبی مشخص است که می‌خواسته‌اند بنا شکل یک برج سه طبقه را داشته باشد که هر طبقه‌اش هفت در و دریچه دارد، اما فقط یک در را حقیقی درست کرده‌اند و بقیه را به صورت پنجره‌های کور بی‌منفذ نگه داشته‌اند.
این بنا بر سکوی سه‌پله‌ای قرار دارد که پلهٔ نخست، ۲۷ سانتی‌متر بالاتر از کف اصلی زمین است و ارتفاع برج با احتساب پله‌های سه‌گانه به ۱۴٫۱۲ متر می‌رسد. قاعدهٔ بنا به‌شکل مربع است که هر ضلع آن، حدود ۷٫۳۰ متر درازا دارد. سقف بنا نیز رو به درون صاف و هموار است اما از بیرون شیب دو جانبی دارد که از خط میانهٔ بام آغاز می‌شود. درگاه ورودی ۱٫۷۵ متر بلندی و ۸۷ سانتی‌متر پهنا دارد و دری دو لنگه‌ای و بسیار سنگین داشته است و جای پاشنه‌های پایینی و بالایی هر لنگه در سنگ کنده شده و به‌خوبی معلوم است. برخی پنداشته‌اند که جنس در از چوب بوده است، اما یک قطعه از در سنگی بنای زندان سلیمان در پاسارگاد و یک در همانند در کعبهٔ زرتشت پیدا شده که مشخص می‌کند درِ هردو بنا از جنس سنگ بوده است. این در به اتاقی هدایت می‌شد که چهارگوش است و ۳٫۷۲×۳٫۷۴ متر اندازه دارد و بلندایش به ۵٫۵ متر می‌رسد و قطر دیوارهایش بین ۱٫۵۴ متر تا ۱٫۶۲ متر، متغیر است.

## پیشینه

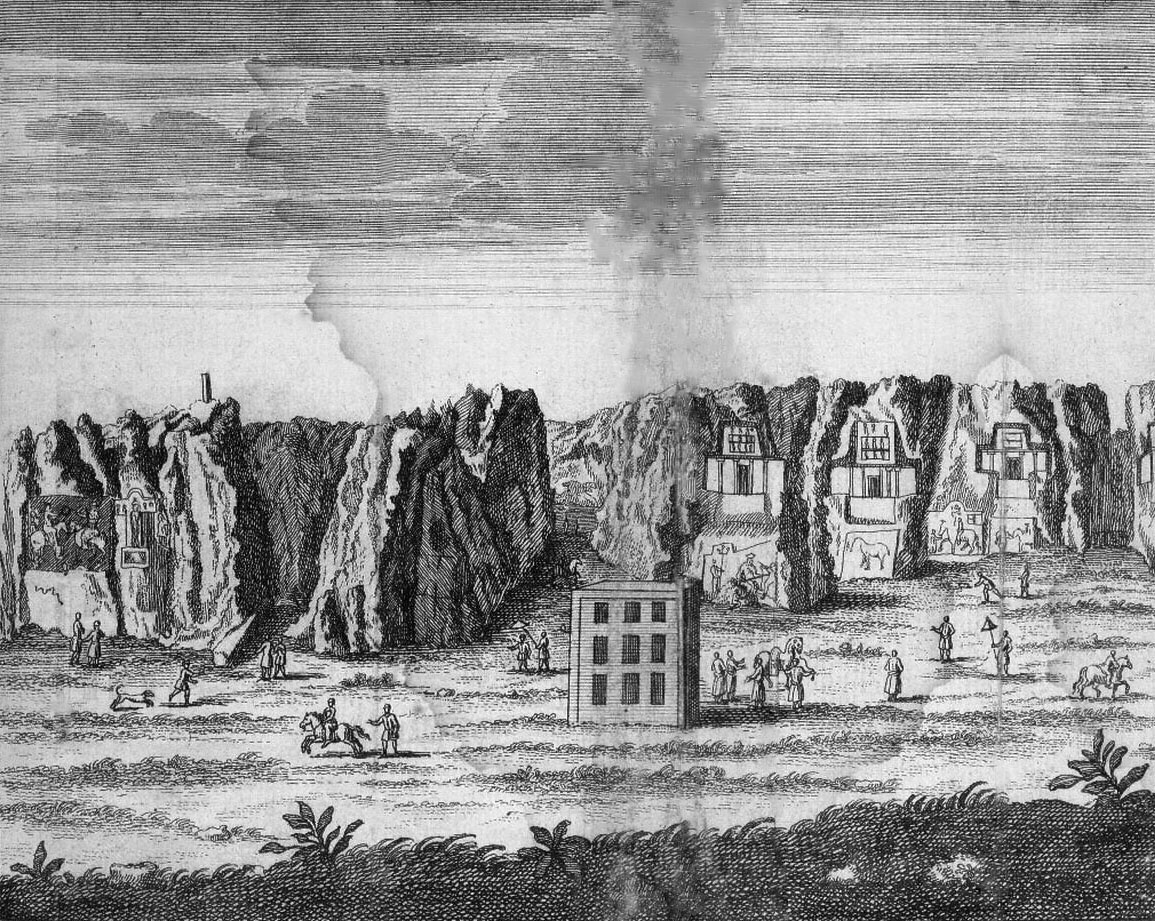
طرح رسم شده از نقش رستم توسط ژان شاردن در سال ۱۷۲۳ میلادی

در اینکه کعبهٔ زرتشت از دورهٔ هخامنشیان است، هیچ تردیدی نمی‌توان داشت و بسیاری از شواهد، گواهی می‌دهند که ساخت این بنا در آغاز دورهٔ هخامنشی انجام شده است که مهم‌ترین آن‌ها از این قرارند:
- به‌کار بردن سنگ‌های سیاه در زمینهٔ سفید از ویژگی‌های معماری پاسارگاد است.
- بست‌های دم‌چلچله‌ای بیشتر به دورهٔ داریوش بزرگ و خشایارشا تعلق دارند و شیوهٔ همترازسازی سنگ‌ها مربوط به ساخت‌های آغازین تخت‌جمشید است.
- در و درگاه ورودی بنا، همانند در و درگاه ورودی آرامگاه‌های شاهان هخامنشی است که همهٔ آن‌ها از طرح آرامگاه داریوش بزرگ استفاده کرده‌اند.
- طرز چیدن سنگ‌ها که بدون ملات و بی‌نظم است، نخستین قسمت‌های سکوی تخت جمشید را که در زمان داریوش بزرگ ساخته شده به یاد می‌آورد و به ویژه سنگ‌نبشته پی‌بنای دیوار جنوبی تخت جمشید تقریباً به اندازهٔ سنگ‌هایی است که بر سقف کعبهٔ زرتشت نهاده‌اند.

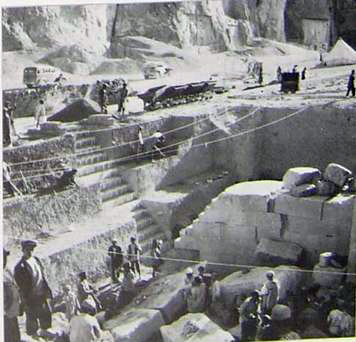
تصویری از کاوش‌های انجام‌شده توسط مؤسسه شرق‌شناسی دانشگاه شیکاگو

کارستن نیبور که در سال ۱۷۶۵ میلادی (۱۱۷۸ هجری) از این بنا دیدن کرده بود می‌نویسد: «جلوی کوهی که آرامگاه‌ها و سنگ نگاره‌های پهلوانی رستم بر آن قرار دارد، بنای کوچکی از سنگ سفید ساخته شده است که فقط با دو قطعه سنگ بزرگ پوشیده شده است.» همچنین ژان دیولافوا که در سال ۱۸۸۱ به ایران آمده بود در سفرنامهٔ خود چنین گزارش داد: «... و بعد یک بنای چهار ضلعی را دیدیم که در مقابل دیوارهای صخره واقع بود. هریک از سطوح آن مانند سطوح بنای خرابی بود که در دشت پلوار دیده بودیم…»
نخستین تصاویر مصور از این بنا در قرن هفدهم توسط جهانگردان اروپایی از جمله ژان شاردن، انگلبرت کمپفر و کرنلیوس د برین در سفرنامه‌هایشان آمده بود اما شرح علمی و گزارش‌های حفاری بنا، نخستین بار توسط اریک فریدریش اشمیت انجام شد که با عکس و نقشه‌های ترسیمی، همراه بود.
محوطهٔ نقش رستم همراه با بنای کعبهٔ زرتشت برای نخستین بار، در سال ۱۹۲۳ میلادی (۱۳۰۲ خورشیدی) توسط ارنست هرتسفلد بررسی و کاوش شد. همچنین، این محوطه در چندین فصل در بین سال‌های ۱۹۳۶ تا ۱۹۳۹ مورد کاوش گروه مؤسسه خاورشناسی دانشگاه شیکاگو به رهبری اریک فریدریش اشمیت قرار گرفت و آثار مهمی چون نسخهٔ پارسی میانه کتیبه بزرگ شاپور یکم که بر دیوارهٔ بنا نوشته شده بود، پیدا شدند.

## کاربرد

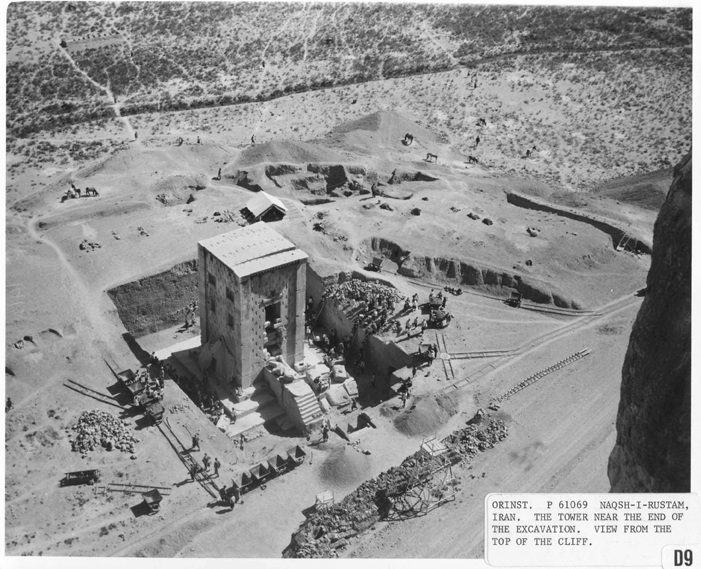
کعبهٔ زرتشت از فراز حسین‌کوه

کاربرد بنای کعبهٔ زرتشت همواره مورد مناقشهٔ باستان‌شناسان و پژوهشگران بوده است و دیدگاه‌ها و تفسیرهای گوناگونی دربارهٔ کاربرد آن ذکر شده است اما چیزی که تفسیر آن را دشوارتر هم می‌کند، وجود بنای مشابهی در پاسارگاد است که هر احتمالی را باید با شرایط آن نیز سنجید و تفسیر مشابهی برای هردو در نظر گرفت. برخی از باستان‌شناسان این بنا را آرامگاه دانسته‌اند و بعضی دیگر مانند رومن گیرشمن و اشمیت، گفته‌اند که کعبهٔ زرتشت آتشگاهی بوده است که آتش مقدس را در درون آن قرار می‌داده‌اند و در مواقع انجام تشریفات مذهبی از آن استفاده می‌کرده‌اند. گروهی دیگر از جمله هنری راولینسون و والتر هنینگ معتقدند که این بنا گنج‌خانه و محل نگهداری اسناد دینی و اوستا بوده است. گروه اندکی هم این بنا را پرستشگاه آناهیتا می‌دانند و معتقدند که مجسمهٔ این ایزدبانو در کعبهٔ زرتشت نگهداری می‌شده است. هلن سانسیزی وردنبورگ این ساختمان را به عنوان سازه‌ای ساخته شده توسط داریوش یکم برای تاج‌گذاری می‌داند و شاپور شهبازی معتقد است کعبهٔ زرتشت یک آرامگاه هخامنشی بوده است که در دورهٔ ساسانی از آن به‌عنوان مکانی همانند گنج خانهٔ اسناد دینی استفاده کرده‌اند.
اریک فریدریش اشمیت دربارهٔ اهمیت این بنا می‌گوید:
کوشش فوق‌العاده‌ای که برای برآوردن این شاهکار معماری لازم بوده انجام شود، تنها برای ساختن یک اتاقک تاریک و منفرد به‌کار رفته است. از این گذشته، این واقعیت که تنها ورودی اتاق یک بنا را با دری سنگین و دولنگه می‌بستند یا می‌توانستند ببندند، روشن‌ساز آن است که محتویات آن را می‌بایست از دستبرد و آلودگی دور نگهدارند.

### آتشگاه
فرض آتشکده و آتشگاه بودن را نخستین‌بار انگلبرت کمپفر مطرح کرد و پس از وی جیمز موریه و رابرت کر پورتر در اوایل سدهٔ نوزدهم این دیدگاه را قوت بخشیدند. گوشهٔ جنوب غربی اتاقک، از دود سیاه شده است، و سبب شده تا احتمال دهند که در آنجا آتش مقدس روشن بوده است.
در سال‌های بعد نیز فردیناند یوستی، گیرشمن، اشمیت و دیگران، فرضیهٔ آتشگاه بودن کعبهٔ زرتشت را تقویت کرده‌اند. یکی از دلایل این گروه این است که، داریوش بزرگ در کتیبه بیستون (DB ستون یکم، ۶۳) می‌گوید: «... من پرستشگاه‌هایی [آیَدَنا] را که گئومات مغ ویران کرده بود، بازسازی نمودم. به مردم، چراگاه‌ها، رمه‌ها، غلامان و خانه‌هایی را که گئومات ستانده بود بازگرداندم…» پس در زمان کوروش بزرگ و کمبوجیه دوم «معابدی» بوده است که گئومات مغ ویران کرده و داریوش مثل همان را باز ساخته است، و چون «زندان سلیمان» در پاسارگاد متعلق به دورهٔ اول هخامنشی و ویران شده است و درست مثل آن را در عهد داریوش در نقش رستم هم ساخته‌اند، پس باید نتیجه گرفت که آن هر دو بنا معبد یا نیایشگاه مذکور در کتیبهٔ بیستون می‌باشد، و از آنجا که معبد در ایران زمان داریوش، جز برای آتش مقدس، برای چیزی دیگر نمی‌توانست باشد، پس اینها همه آتشگاه بوده‌اند. و دیگر اینکه کعبهٔ زرتشت پس از دوران هخامنشیان نیز به‌خوبی حفظ شده است و گرداگرد آن را خاک و سنگ پر نکرده بود و در آغاز دورهٔ ساسانی، شاپور یکم بر روی آن مهم‌ترین سند تاریخ ساسانی را نگاشت و کرتیر هم بر آن سندی مذهبی نوشت. اینها نشان می‌دهد که این بنا از نظر دینی اهمیت داشته است. از سوی دیگر، روی سکه‌های برخی از شاهان پارس از جمله سکهٔ وادفراداد یکم بنایی را نقش کرده‌اند که آتشگاه بوده و آتش شاهی را بر فراز آن یا در درون آن نگهداری می‌کرده‌اند و چون این بنا سکویی دو پله دارد، و دو در آن همانند کعبهٔ زرتشت است و مرکز پادشاهی پارس هم در شهر استخر بوده است، پس همان کعبهٔ زرتشت است که بر سکه‌هایشان نموده شده است و بر روی سقف همین بناست که سه آتشدان گذارده‌اند و پادشاه پارس جلو آن به حالت عبادت ایستاده است.

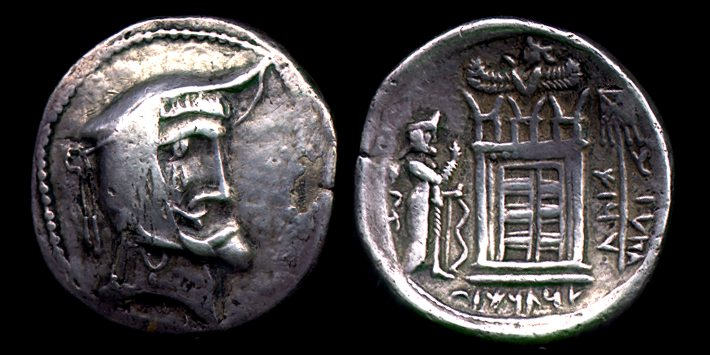
سکهٔ وادفراداد یکم. تصویر پشت سکه بنایی شبیه به کعبهٔ زرتشت است.

اما این استدلال‌ها به چالش کشیده شده‌اند زیرا آیَدَنا تنها به معنای «جای پرستش» است و این‌جای پرستش لزومی ندارد که معبد باشد و از سوی دیگر اگر بخواهیم بگوییم مردم در این محل عبادت می‌کرده‌اند، صحیح نیست زیرا این کعبه آنقدر کوچک است که محوطه داخل آن گنجایش بیش از دو نفر را ندارد. همچنین در مهرها و روی آرامگاه‌های هخامنشی می‌بینیم که آتشدان‌های حامل آتش شاهی در فضای آزاد نهاده می‌شدند، و آتش شاهی را در آتشدانی قابل حمل پیشاپیش پادشاه می‌بردند. نکتهٔ قابل توجهی که هرتسفلد، سامی و مری بویس متذکر شده‌اند این است که بعید به‌نظر می‌رسد آن‌همه هزینه و زحمت برای آن به خرج رفته باشد که آتش را در اتاقی تاریک و بی روزنه نگه داشته باشند که بی بازگذاردن درش، آتش روشن نمی‌شد. زیرا آتش احتیاج به اکسیژن دارد و درون این کعبه طوری ساخته شده است که وقتی در و ورودی بزرگ سنگی آن بسته باشد، حتی یک چراغ روغنی هم نمی‌تواند بیش از چند ساعت در آن روشن بماند. این اتاقک راه بیرون رفت برای دود ندارد و از سوی دیگر در ورودی آن نیز همواره بسته بوده است. بنای روی سکه‌های پادشاهان فارس نمی‌تواند کعبهٔ زرتشت باشد زیرا تصویر مذکور بر سکه‌ها ارتفاعی بیش از دو متر نداشته است، سکویش دو پله بوده و پلکانی در پایین درگاهش دیده نمی‌شود، در ورودی آن نسبت به بنا بسیار بزرگتر از در کعبهٔ زرتشت است، سقف آن بی‌شیب بوده چنان‌که می‌توانستند سه آتشدان را بر فرازش بگذارند، فاصله‌ای میان درگاه آن با سقفش وجود ندارد، تاج و سردر نیز ندارد و دندانه‌های نماینده سر تیرهایش ۶ عدد بیشتر نیست. این ویژگی‌ها به‌کلی با ویژگی‌های کعبهٔ زرتشت مغایر است.

### آرامگاه

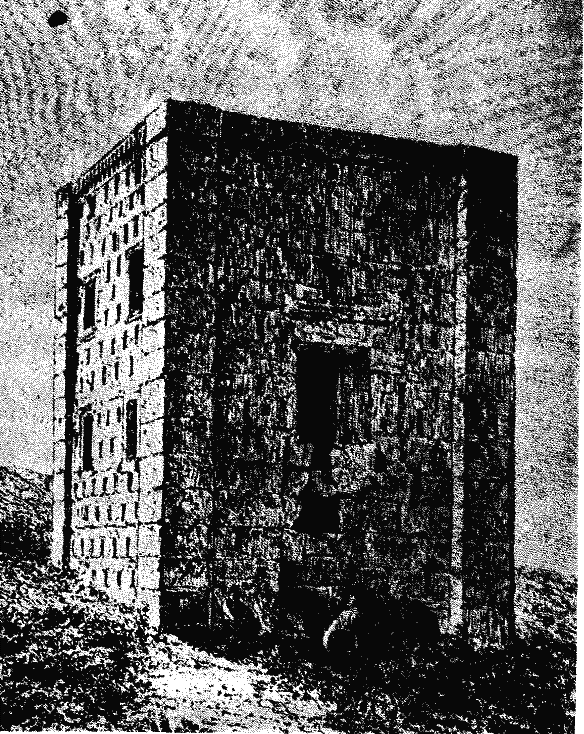
کعبهٔ زرتشت در سدهٔ نوزدهم، اثر ژان دیولافوا

بیشتر پژوهشگران این برج را به عنوان مقبرهٔ یکی از شاهان هخامنشی تصور می‌کنند. چون از نظر شکل ظاهری، صلابت معماری و داشتن یک اتاق کوچک با دری بسیار سنگین، به آرامگاه کورش بزرگ و برخی از آرامگاه‌های لیکیه و کاریا شبیه است، آن را آرامگاه می‌دانند. ولفرام کلایس و دیوید استروناخ بر این باورند که سازه‌های هخامنشی در پاسارگاد و نقش رستم می‌توانسته‌اند از هنر اورارتویی در نیایشگاه‌های برج‌شکل اورارتو تأثیر گرفته باشند. اریستوبولوس از همراهان اسکندر، هنگام توصیف پاسارگاد از بنای موسوم به زندان سلیمان با نام «آرامگاه برج مانند» یاد می‌کند که اگر بنای مذکور آرامگاه یکی از شاهان هخامنشی فرض شود، به دلیل شباهت آن با بنای کعبهٔ زرتشت، و آنچان که فرانتس هاینریش وایسباخ و الکساندر دماندت توضیح داده‌اند ناگزیر باید این بنا را هم متعلق به یکی دیگر از شاهان هخامنشی دانست. از اینها گذشته کعبهٔ زرتشت در چند متری آرامگاه‌هایی قرار دارد که زمان ساختشان یکسان است و بعدها هم همه را توسط زنجیری از استحکامات از بقیهٔ قسمت‌های نقش رستم جدا کرده‌اند و این می‌رساند که در اصل همه آنها از یک نوع بوده‌اند و کاربرد مشابهی داشته‌اند، به‌عبارت دیگر، همه از جمله همین کعبهٔ زرتشت، آرامگاه بزرگان هخامنشی بوده‌اند.
چند دلیل دیگر برای آرامگاه بودن کعبهٔ زرتشت می‌توان آورد؛ یکی وجود واحدهایی سه‌تایی و هفت‌تایی است که در آرامگاه‌های هخامنشی می‌یابیم؛ مثلاً اتاقک‌های سه قبری آرامگاه‌ها آنها را با سه طبقه نمودن کعبهٔ زرتشت و سه پله‌ای بودن سکوی آن ارتباط می‌دهد. و هفت دریچهٔ هر طبقه از بنا، یادآور هفت آزاده پارسی روی آرامگاه‌ها و هفت طبقه بودن آرامگاه کوروش می‌باشد.
اما کاوش‌های انجام گرفته، این دیدگاه را تأیید نمی‌کنند و نوشته‌های منقور بر دیوارهٔ کعبهٔ زرتشت هم هیچ اشاره‌ای به وجود آرامگاه یا گورستان ندارند.

### گنج‌خانه

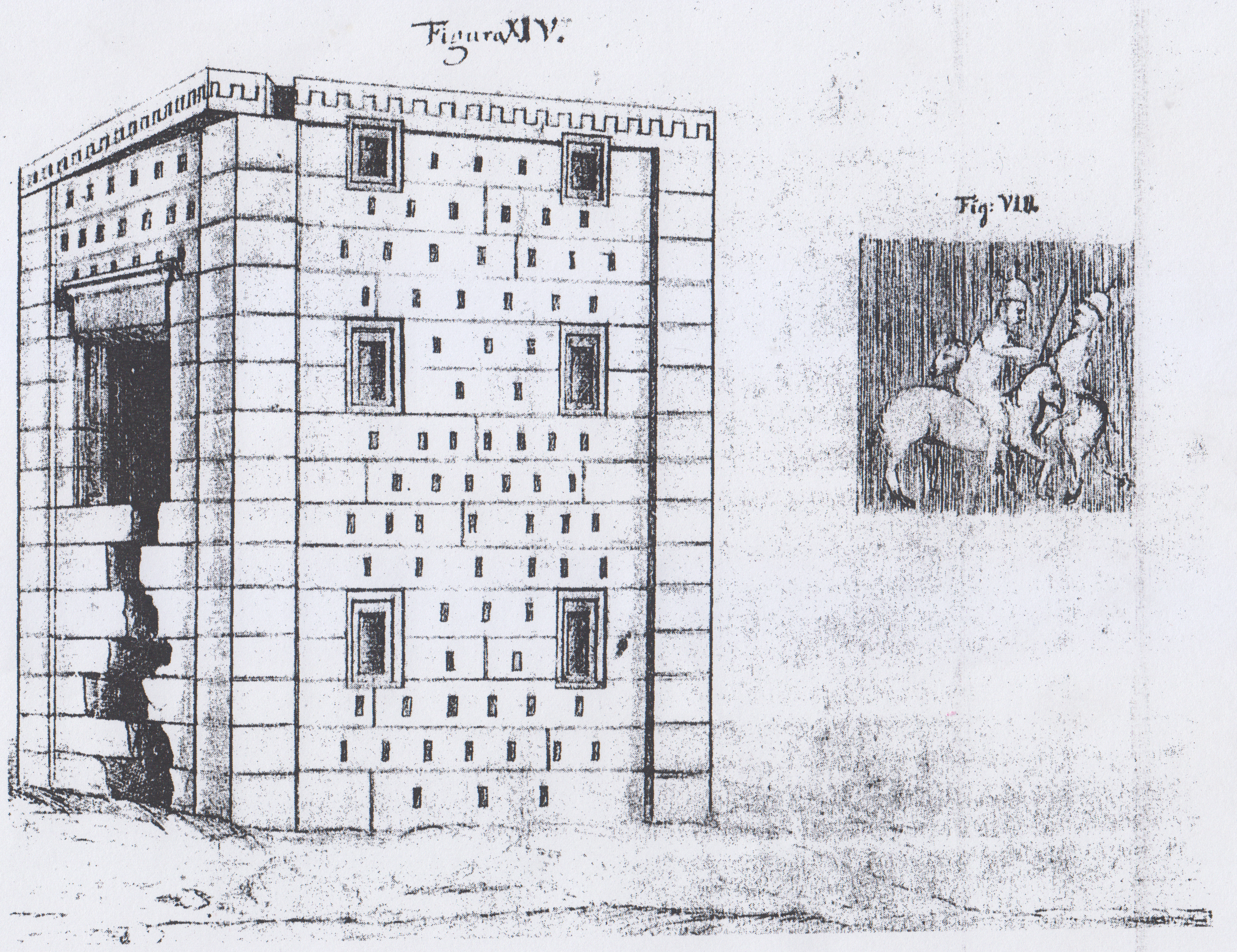
طراحی خطی کعبه زرتشت (اسلون ۵۲۳۲/۵۲)

تفسیر گنج‌خانه بودن بنا، نخستین بار در سال ۱۸۷۱ توسط راولینسون مطرح شده است. معماری دقیق و اندازهٔ مناسب اتاقک، سنگین و مستحکم بودن تنها در ورودی آن و اینکه رسیدن به داخل بنا دشوار بوده است از دلایل راولینسون بود. والتر هنینگ هم این نظریه را با دلایل تازه‌تری مطرح کرده بود. یکی از دلایل او مربوط به کتیبه‌های منقور بر دیوارهٔ اتاقک است؛ بر روی دیوارهای کعبهٔ زرتشت، سنگ نبشتهٔ بزرگی از شاپور یکم نوشته شده است و در پایین این کتیبه، نبشته‌ایست از کرتیر که در سطر دوم آن آمده است: «این بن خانک ترا بود، چنان کن که دانی برای ایزدان و ما بهتر است.» که استنباط برخی از مورخان این است که به معنای محل نگهداری منشورها، پرچم‌ها و اسناد دینی بکار می‌رفته است. ابن بلخی در خلال شرح آثار استخر، از این مکان با نام «کوه نفشت» یا «کوه نبشت» یاد کرده و گفته که اوستا در آنجا نگهداری می‌شده است هنینگ معتقد است منظور ابن بلخی همین بنای کعبهٔ زرتشت است. دربارهٔ ردّ این دیدگاه می‌توان گفت که اتاقک کوچک کعبهٔ زرتشت برای نگاهداری اوستا و کتابهای دینی دیگر و پرچم‌های شاهی بسیار کوچک است؛ برای چنین خواستی جایگاهی فراختر و بزرگتر لازم بود. همچنین نمی‌توان پذیرفت که به جای کاخ‌های بزرگ و گوناگون شاهنشاهان هخامنشی و ساختمان‌های سازمان‌های اداری و دولتی، جایی چنین دور از کاخ‌ها را برای نگاهداری اوستا و پرچم‌های شاهی برگزیده باشند. چون برج دیگری مانند برج کعبهٔ زرتشت در پاسارگاد به‌نام زندان سلیمان وجود دارد، نمی‌توان پذیرفت که شاهان هخامنشی جایگاه اوستا یا پرچم‌ها را عوض کرده‌اند. همچنین کسانی که به استناد نوشتهٔ فارس‌نامهٔ ابن بلخی، «کوه نفشت» یا «کوه نبشت» کعبهٔ زردشت را جایگاه اوستا می‌دانند چنان‌که به نوشتهٔ همان کتاب کمی پیش‌تر از کلمه «کوه نفشت» بنگرند، نوشته شده: «... و بعد از آن او را قبول کرد و کتاب زند آورده بود به حکمت و بر دوازده هزار پوست گاو دباغت کرده نبشته بود بزر و شتاسف آن را قبول کرد و به استخر پارس کوهی است، کوه نفشت گویند» پس ممکن نیست کتابی که بر پوست دوازده هزار گاو نوشته شده باشد در اتاقک کعبهٔ زرتشت بگنجد.

### دیدگاه حاشیه‌ای
رضا مرادی غیاث‌آبادی با انجام پژوهش‌های میدانی تفسیر تازه‌ای از این بنا ارائه داده است و آن را یک رصدخانه و تقویم آفتابی می‌داند و معتقد است که پنجره‌های کور، پله‌های مقابل در ورودی و ساختار بنا، یک زمان‌سنج یا شاخص خورشیدی برای سنجش گردش خورشید و به تبع آن نگهداشتن حساب سال و سالشماری و استخراج تقویم و تشخیص روزهای اول هر ماه خورشیدی و انقلاب‌های تابستانی و زمستانی و اعتدال‌های بهاری و پاییزی بوده است. او نتیجه می‌گیرد که می‌توان شروع هر ماه خورشیدی را با رصد سایه‌های تشکیل شده بر پنجره‌های کور، متوجه شد.
اما این نظریه نمی‌تواند کاملاً درست باشد و یکی از دلایلی که می‌توان در رد این نظریه عنوان کرد این است که جهت شمال جغرافیایی هر منطقه ممکن است با جهت شمال مغناطیسی متفاوت باشد. زاویهٔ انحراف شمال مغناطیسی از شمال جغرافیایی در محوطهٔ نقش رستم برابر با حدود ۲٫۵ درجه است و زاویهٔ انحراف مغناطیسیِ بنا، طبق اندازه‌گیری اشمیت برابر با ۱۸ درجهٔ غربی نسبت به شمال مغناطیسی است، بنابراین انحراف بنا نسبت به جهت شمال جغرافیایی حدود ۱۵٫۵ درجه خواهد بود، در حالی که غیاث‌آبادی همان مقدار ۱۸ درجه را به عنوان انحراف بنا از شمال جغرافیایی در نظر گرفته است.

## کتیبه‌های شاپور و کرتیر

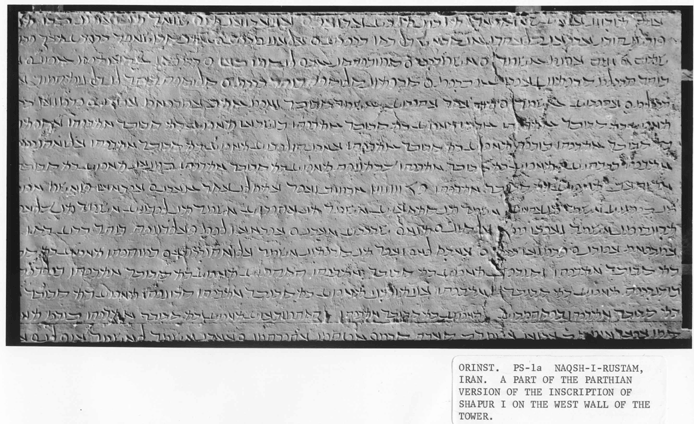
نسخهٔ پهلوی اشکانی کتیبهٔ شاپور

در ۱۱ خرداد ۱۳۱۵ (۱۹۳۶ میلادی) در پی کاوش‌های گروه حفاری گروه مؤسسه خاورشناسی دانشگاه شیکاگو، بر بنای کعبهٔ زرتشت کتیبه‌هایی یافت شد که متعلق به شاپور یکم و موبد کرتیر بودند؛ کتیبهٔ شاپور به سه زبان یونانی (۷۰ سطر)، پهلوی اشکانی (۳۰ سطر) و پهلوی ساسانی (۳۵ سطر) بر سه طرف بنا نوشته شده است و کتیبهٔ کرتیر که در ۱۹ سطر به زبان پهلوی ساسانی است، در زیر کتیبهٔ شاپور قرار دارد.
در کتیبهٔ شاپور که به منزلهٔ «قطعنامهٔ انقلاب» دودمان ساسانی باید تلقی گردد شاپور یکم ابتدا خود را معرفی کرده و مناطقی که بر آن‌ها حکمرانی می‌کرد را ذکر می‌کند و سپس به شرح جنگ‌های ایران و روم پرداخته و به شکست و کشته شدن گوردیان سوم اشاره می‌کند که پس از آن سپاهیان روم فیلیپ عرب را امپراتور اعلام کردند و وی برای درخواست عفو خسارتی معادل نیم میلیون دینار طلا به شاپور پرداخت کرد و به کشورش بازگشت. در ادامه، شاپور شرح نبردش با رومیان را به همراه فهرست مفصلی از ایالت‌های رومی که سپاهیان را از آن جمع کرده بودند، شرح داده است. این نبرد که بر سر ارمنستان صورت گرفت، بزرگ‌ترین شکستی بود که ساسانیان بر رومیان وارد کردند. شاپور در ادامه می‌گوید که «والریانوس قیصر را، خودم، با دست‌های خویش دستگیر کردم.» و نام سرزمین‌هایی که در این نبرد به تصرف او درآمد را ذکر می‌کند. وی سپس از قدرت خداوند که به او قدرت پیروزی را داده سپاسگزاری می‌کند و برای خشنودی وی آتشکده‌های زیادی را برپا می‌کند تا نام کسانی که در ایجاد دولت ساسانی نقش داشتند را در برابر آتش یاد کنند و در پایان کتیبه به آیندگان سفارش کرده است که در کارهای ایزدان و امور خیریه بکوشند. این کتیبه از نظر اهمیت تاریخی بسیار جالب توجه و در زمرهٔ مدارک تراز اول دورهٔ ساسانی محسوب می‌شود و از لحاظ حدود و گستردگی مرزهای ایران ساسانی از مهم‌ترین اسناد این دوران است. آخرین باری که از خط و زبان یونانی در کتیبه‌های ایرانی استفاده شده هم در این کتیبه بوده است.

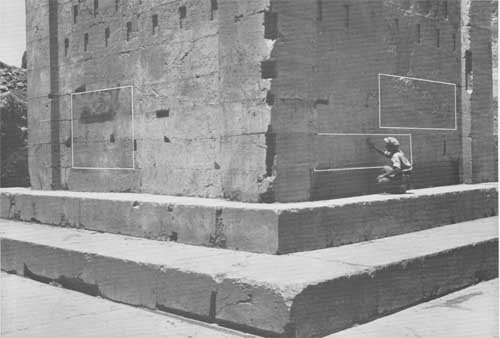
جایگاه کتیبهٔ کرتیر و شاپور (نسخه پهلوی ساسانی) بر دیوار کعبهٔ زرتشت

کتیبهٔ کرتیر که در زیر کتیبهٔ پهلوی ساسانی شاپور قرار دارد به دستور کرتیر (از موبدان زرتشتی دورهٔ ساسانی) در زمان پادشاهی بهرام دوم و حدود سال ۲۸۰ میلادی نوشته شده است. در این کتبیه کرتیر در ابتدا خود را معرفی می‌کند و سپس عناوین و القاب خود را در زمان پادشاهان گذشته ذکر کرده و می‌گوید که در زمان شاپور یکم عنوان هیربد را داشته است و «از سوی شاهنشاه شاپور اول به سمت رئیس بزرگ همه موبدان» منصوب شده و در روزگار هرمز یکم از سوی شاهنشاه به دریافت کلاه و کمر نایل آمده و قدرتی روزافزون یافته است و «موبد اهورامزدا که ایزد بزرگ است» لقب یافت. آنگاه کرتیر به ذکر فعالیت‌های دینی خود مانند مبارزه با ادیان دیگر همچون مسیحی، مانوی، یهودی، بودایی و مرتدین زرتشتی می‌پردازد و از تأسیس آتشکده‌ها و اختصاص موقوفات برای آنها یاد می‌کند. هم چنین از اصلاح موبدانی که به نظر او دچار انحراف بوده‌اند، سخن به میان می‌آورد و فهرست ایالاتی را که در زمان شاپور یکم به تصرف ایران درآمده بود ذکر می‌کند. سرانجام کتیبه با دعا پایان می‌پذیرد.